# Англес-д’Ориак, Бернар
Бернар Англес-д’Ориак (фр. Bernard Anglès d'Auriac, род. 2 августа 1930) — монегасский шахматист.
В течение длительного времени вместе с Ж.-Ф. Жантийо был совладельцем рекорда по количеству выступлений за национальную сборную на шахматных олимпиадах: в период с 1960 по 1996 гг. принял участие в 8 таких соревнованиях (в 2024 г. рекордсменом стал П. ван Холандт, сыгравший на 9-й в своей карьере олимпиаде). В 1976 г. выступал на 1-й доске, в 1982 г. — на 2-й, дважды играл на 3-й доске, 1 раз на 4-й, еще трижды выполнял функцию запасного участника.
На протяжении долгого периода выступал в разных лигах командного чемпионата Франции.

## Основные спортивные результаты
| Год  | Город    | Соревнование                                  | + | −  | = | Результат | Место |
| ---- | -------- | --------------------------------------------- | - | -- | - | --------- | ----- |
| 1960 | Лейпциг  | XIV Олимпиада (сборная Монако, 4-я доска)     | 5 | 10 | 3 | 6½ из 18  |       |
| 1974 | Ницца    | XXI Олимпиада (сборная Монако, 2-й запасной)  | 5 | 11 | 0 | 5 из 16   |       |
| 1976 | Хайфа    | XXII Олимпиада (сборная Монако, 1-я доска)    | 2 | 4  | 2 | 3 из 8    |       |
| 1980 | Валлетта | XXIV Олимпиада (сборная Монако, 2-й запасной) | 3 | 3  | 3 | 4½ из 9   |       |
| 1982 | Люцерн   | XXV Олимпиада (сборная Монако, 2-я доска)     | 1 | 8  | 0 | 1 из 9    |       |
| 1984 | Салоники | XXVI Олимпиада (сборная Монако, 3-я доска)    | 1 | 6  | 2 | 2 из 9    |       |
| 1994 | Москва   | XXXI Олимпиада (сборная Монако, 3-я доска)    | 2 | 7  | 1 | 2½ из 10  |       |
| 1996 | Ереван   | XXXII Олимпиада (сборная Монако, запасной)    | 0 | 6  | 0 | 0 из 6    |       |